# جعل اسناد
جعل اسناد (به انگلیسی: Forgery) جعل به معنی تغییر یا دگرگونی در سند و نوشته یا هر چیز دیگری که آن را به دروغ یا تزویر که در واقع خلاف واقعیت را بیان کردن یا نشان دادن است، محسوب شده و با هدف تبدیل کردن زشتی به نیکو یا سوء استفاده از مالکیت یا منفعت دیگری به نفع خود تعریف می شود و به عبارتی اعتباری دروغین به چیزی یا شیء دیگری که از اصل آن گرفته شده ولی حقیقت اصل را ندارد. به گفتاری دیگر، جعل، روند ساخت، تطبیق یا تقلید اشیاء، آمار یا اسناد با قصد فریب به خاطر تغییر درک عمومی یا به منظور کسب سود از طریق فروش اشیاء تقلبی است. نسخه‌برداری، کپی‌استودیو و بازتولید، به عنوان جعل در نظر گرفته نشده‌است، هر چند بعداً ممکن است از طریق شناخت و ارائهٔ نادرست عمدی جعلی به‌حساب آید. اغلب جعل پول یا اسکناس‌های رایج است که به نام جعل و تقلب به نظر می‌رسند. اما کالاهای مصرفی نیز ممکن است تقلبی باشند. جعل به دو قسم مادی و معنوی تقسیم می‌شود.

#### انواع جعل اسناد
- جعل مادی
- جعل معنوی